# Антипатрида
Антипатри́да (на гръцки: Ἀντιπατρίς) е древен град, построен от Ирод Велики и наречен в чест на баща му Антипатър Идумеянин.
Намира се между Кесария и Лида по пътя от Кесария на средиземноморския бряг към Йерусалим.
Антипатрида е основана през 35 г. пр.н.е. на мястото, наречено в Библията Афек, което се превежда от иврит като „поток“.